# David y Goliat (escultura)
David y Goliat (en catalán: David i Goliat) es una escultura realizada por Antoni Llena, con unas dimensiones de 18 x 12,40 x 16,75 m. Realizada en acero inoxidable, acero pintado y resina, se encuentra en el parque de las Cascadas, en Barcelona (distrito de Sant Martí).

## Historia

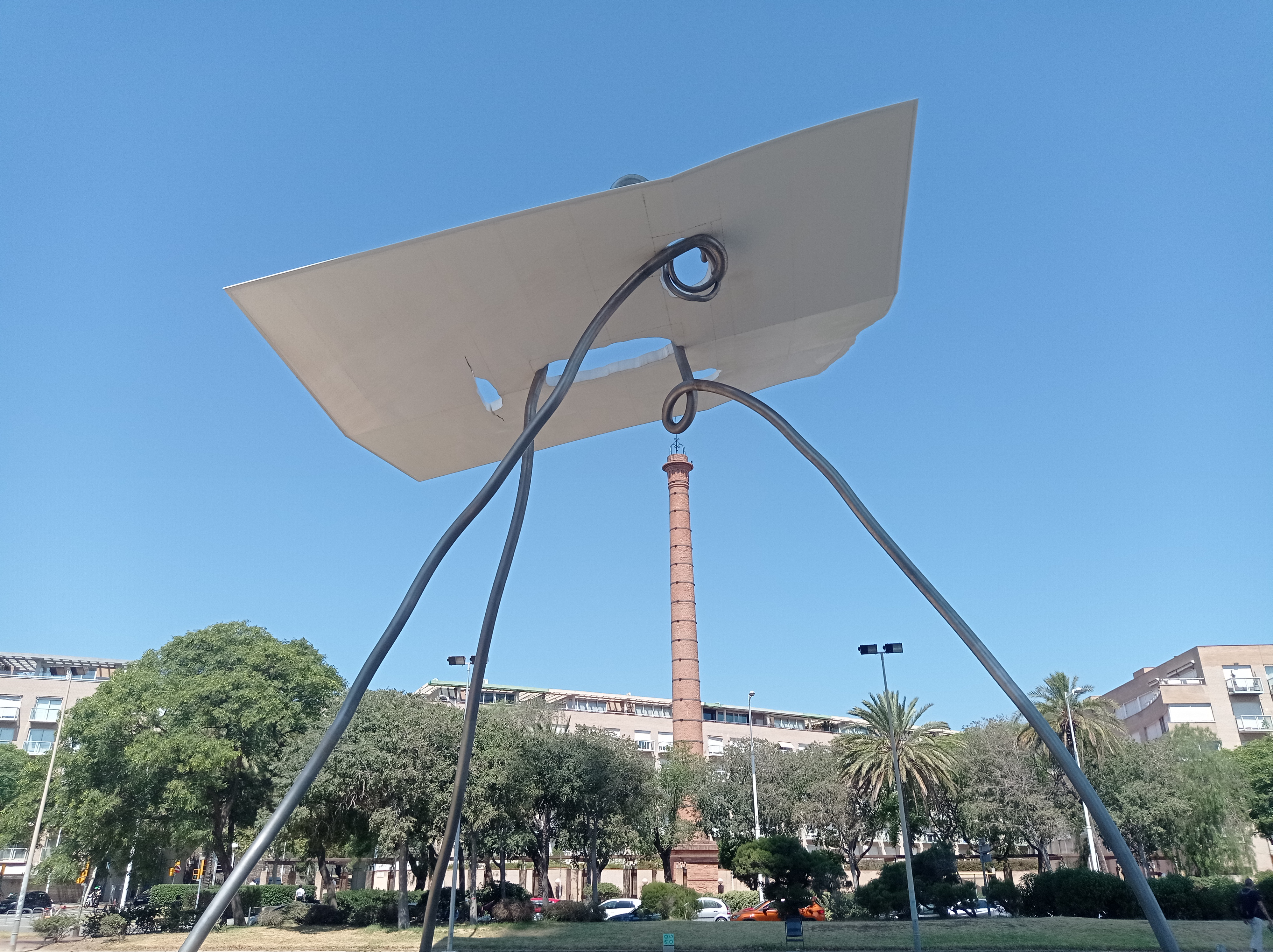
Visión lateral

La escultura fue realizada en el contexto de los XXV Juegos Olímpicos celebrados en Barcelona en 1992. Para tal evento la ciudad emprendió un intenso programa de reformas y mejoras urbanísticas, que se centraron principalmente en la montaña de Montjuïc y en las villas olímpicas del Poblenou y el Valle de Hebrón. También se diseñaron nuevos parques y jardines, que como en épocas anteriores fueron escenarios ideales para la colocación de monumentos y obras de arte. Uno de ellos fue el parque de las Cascadas, donde se situó la obra de Llena.
Uno de los principales ámbitos de actuación fue la Villa Olímpica del Poblenou, donde pasados los juegos quedaron varios parques ornados con diversas obras y monumentos: en el parque de las Cascadas, además de David y Goliat, se instaló El Poder de la Palabra, de Auke de Vries; en el parque de Carlos I se instaló El culo (A Santiago Roldán), de Eduardo Úrculo; en el parque del Puerto Olímpico se emplazaron las obras Marc, de Robert Llimós, la Conmemoración de la inauguración de la Villa Olímpica y un estanque con la escultura de Cobi, la mascota de los Juegos Olímpicos, diseñada por Javier Mariscal. También se situaron diversas obras aisladas en diferentes parajes de la Villa Olímpica, como: Pez, de Frank Gehry; Acuario-Piscis-Tauro, de Antoni Roselló; Columna olímpica, de Andreu Alfaro; El llano de la nostalgia, de Luis Ulloa; Cilindro, de Tom Carr; y Peine del viento, de Francesc Fornells-Pla.

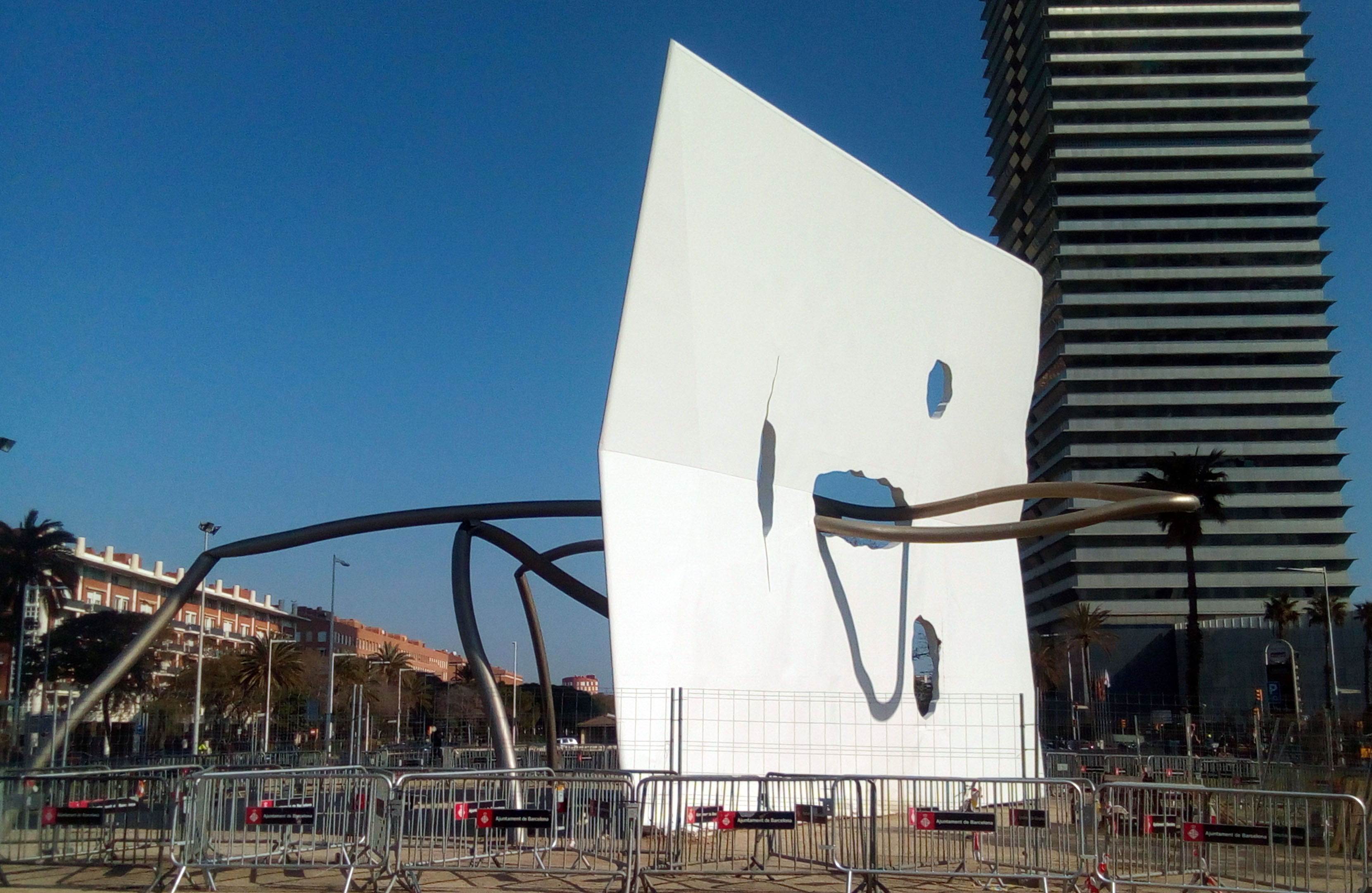
La escultura caída en el suelo tras el paso de la borrasca Gloria en enero de 2020

Antoni Llena i Font (Barcelona, 1943) es pintor, escultor y escritor. Su obra está relacionada con el arte povera y el arte conceptual. Realizó su primera exposición individual en 1969. Fue profesor de literatura artística en la Universidad de Gerona y dirigió talleres de arte para la School of Visual Arts de Nueva York y la escuela Eina de Barcelona. El MACBA conserva diversas piezas suyas. Llena tiene varias obras más en Barcelona: Preferiría no hacerlo (2002, Ayuntamiento de Barcelona, plaza de San Jaime), Mundo (2004, plazoleta de Maria Luz Morales), A los castellers (2011, plaza de San Miguel) y Espejo (2014, jardines de Can Sentmenat).
La escultura fue inaugurada el 7 de diciembre de 1992, con retraso respecto a la celebración de los juegos. El motivo fueron algunas dificultades técnicas en su diseño, ya que la parte superior podía actuar como una vela y tener problemas con el viento. El proyecto tuvo que ser revisado por el bufete de ingenieros francés Principia Recherche Developement. La obra, cuya maqueta había sido expuesta en la galería Artgràfic en 1991, fue elaborada en el taller de Pere Casanovas, en Mataró.
Los problemas técnicos han persistido con el tiempo, y la obra tuvo que ser restaurada en 2005 y 2007. El 21 de enero de 2020 la escultura se dobló por su base debido a la acción del viento durante el paso de la borrasca Gloria. Se finalizó la restauración en junio de 2021.
En Barcelona, existe otra escultura llamada David y Goliat (con el subtítulo Homenaje a las Brigadas Internacionales), situada en la rambla del Carmelo (distrito de Horta-Guinardó), obra de Roy Shifrin de 1988.

## Descripción

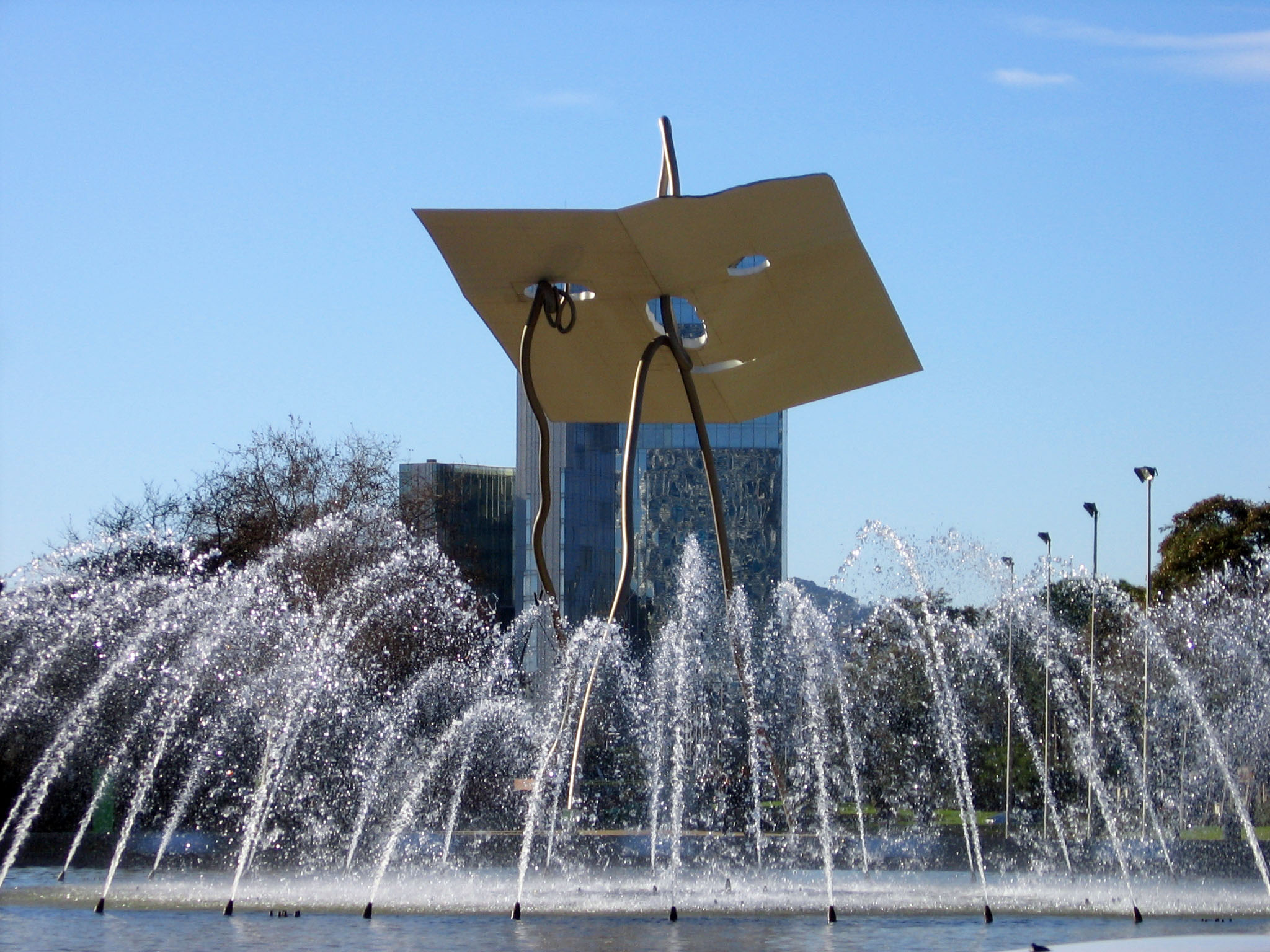
La escultura y, en primer término, la fuente de la plaza de los Voluntarios

La obra se encuentra en el parque de las Cascadas, frente a la plaza de los Voluntarios, donde se encuentran los rascacielos Torre Mapfre y Hotel Arts, que le sirven de telón de fondo. Fue creado en 1992 con un proyecto de Martorell-Bohigas-Mackay-Puigdomènech. Situado sobre la Ronda del Litoral, se divide en dos secciones separadas por la calle Ramon Trias Fargas, en cada una de las cuales hay como elemento distintivo una escultura de grandes dimensiones y estilo vanguardista: David y Goliat, de Antoni Llena, y El Poder de la Palabra, de Auke de Vries. Esta última está situada sobre un estanque que se desborda en el nivel inferior en forma de cascada, de ahí el nombre del parque.
La escultura, de 18 metros de altura, tiene una forma levemente antropomorfa, formada por tres patas de formas irregulares que sostienen una plataforma de color blanco con cuatro oberturas que insinúan una cara: ojos, nariz y boca. Esta «cabeza» del gigante tiene 120 m² de superficie y ocho toneladas de peso. El título no parece hacer alusión directa a la obra: según parece, el autor se inspiró en el antiguo barrio del Somorrostro, un barrio de chabolas situado en la playa de la Barceloneta, cerca del actual monumento —en 2011, un sector de la playa fue rebautizado con el nombre de Somorrostro—. Probablemente, el autor extrapoló el recuerdo de un barrio pobre y la transformación moderna de ese espacio con el mito bíblico del joven que vence al gigante. En la forma de la escultura se funden ambos personajes, el gigante en las dimensiones de la obra y el muchacho en su carácter liviano y frágil, casi etéreo.
Otra idea con la que jugó el autor fue la de la presencia fantasmal, debido a la semejanza de la cabeza de la escultura con una sábana. En una exposición en 1999, el autor expresó su voluntad de «hacer una sábana gigantesca que, cual pañuelo, despidiese de nuestro paisaje urbano un mundo que se hunde; el de las sábanas secándose en los balcones». También declaró su intención de «alzar en el centro de la nueva ciudad, donde habían vivido los pobres de Somorrostro, un David vencedor», así como presentar «la cabeza del gigante convirtiédose, contra la furia de los vientos, venciéndolos, en David». También manifestó su idea de crear «un monumento no monumental, sino transitable».